# 파워 유저
파워 유저(영어: power user) 또는 고급 사용자는 일반 시스템 관리자나 사용자가 PC, PDA, PMP 외 각종 (운영 체제를 탑재한) 전자기기를 사용하거나 다룰 때 "일반" 사용자 수준을 넘어 능숙하게 다루고 이를 사용하고 활용할 줄 아는 사람들을 일컫는다. 파워 유저는 한국의 10대들이 주로 부르는 "능력자"와 같으며, 이는 일반 사용자들이 부르는 호칭이며 프로그래밍이나 시스템 관리 능력 전문가(이하 전문가)와는 별개의 호칭이다. 파워 유저들은 대개 경험이나, 정보력이 일반 사용자보다 더 많을 경우 부른다. 예를 들어, 상당수의 리눅스 유저들은 OS를 직접 개조하여 사용하는 파워 유저들이다.

## 같이 보기
- 슈퍼유저
- Luser
- 프로슈머